# Bulbophyllum megalonyx
Bulbophyllum megalonyx é uma espécie de orquídea (família Orchidaceae) pertencente ao gênero Bulbophyllum. Foi descrita por Heinrich Gustav Reichenbach,, em 1881.